# 風 (山猿の曲)
「風」（かぜ）は、日本のシンガーソングライター・山猿の1作目（通算2作目）のシングル。

## 概要
- 前作「桜色の記憶…」から約5ヶ月ぶり、マキシシングルとしては「3090〜愛のうた〜」から約3年9ヵ月ぶりのシングル。
- 表題曲はテレビアニメ『NARUTO -ナルト- 疾風伝』のオープニングテーマとして、原作のファンである山猿が当作品から学んだことや伝えたいことをテーマに書き下ろされた楽曲[1]。アニメソングを手掛けるのは「ペルセウス」以来4年ぶり2度目となる。
- 初回生産限定盤と通常盤の2形態で発売された。初回生産限定盤は山猿×NARUTO描き下ろしジャケット豪華パッケージ仕様で、特典として240ページからなるNARUTOイチャイチャシリーズ・ミニノートブックがランダムで3種類と、山猿×NARUTOコラボタトゥーシールが同梱された。また、初回生産限定盤と初回限定仕様の通常盤を両盤購入した特典としてチラシも同梱された。

## 収録曲
| #         | タイトル                                | 作詞      | 作曲          | 編曲      | ストリングスアレンジ | 時間  |
| --------- | --------------------------------------- | --------- | ------------- | --------- | -------------------- | ----- |
| 1.        | 「風」                                  | 山猿      | 山猿、L!th!um | L!th!um   |                      | 4:09  |
| 2.        | 「無口な明日を嫌わないで」              | 山猿      | 山猿、楊慶豪  | 楊慶豪    | 立山秋航             | 4:23  |
| 3.        | 「3090〜愛のうた〜 (Love Mix Version)」 | 山猿      | 山猿          | L!th!um   |                      | 4:51  |
| 4.        | 「風 (Instrumental)」                   |           | 山猿、L!th!um | L!th!um   |                      | 4:08  |
| 合計時間: | 合計時間:                               | 合計時間: | 合計時間:     | 合計時間: | 合計時間:            | 17:31 |

### 解説
1. 風
弾けるようなバンドサウンドで、聴いてくれた人が笑顔になるような、イントロから勇気づけられるような力強い曲をテーマに制作された楽曲[2]。
タイトルはタイアップ先の『NARUTO -ナルト- 疾風伝』から引用されているが、それに加え山猿は歌詞に込めた思いについて「毎日同じ風は吹かないし、優しい風が吹くときも、強い風が吹くときもある。向かい風で悩んでたり行き詰まっている人の背中をちょっとでも押してあげる追い風になればいいなと思った」と語っている[2]。
2. 無口な明日を嫌わないで
山猿自身含め、世の中の頑張っている人に向けて書かれた楽曲。この楽曲はLGMonkeesから山猿へ改名するか悩んでいたときに制作された。山猿曰く「中学の野球部で野球が下手な少年がいて、部活動終了後に夜な夜な個人練習していたことを思い出した。そんな彼のように陰で頑張ってる人に気付けない、忙しない世の中だからこそ人が頑張ってることに気付けることがすごく幸せだし、彼も頑張ってるから、自分も頑張ろうと思える。そういう頑張ってる人に出会えたのは、自分にとってもプラスになる。」と、制作のきっかけを語っている[2]。
3. 3090〜愛のうた〜 (Love Mix Version)
1stシングルの表題曲のリミックスバージョン。原曲はミディアム調で、山猿自身の父親へのリスペクトの思いを込めて制作されたが、それから3～4年を経て、今はその子供が産んだ子供目線で届けたいと思い新たに録り直された。リミックスにあたり、ドライブでも聴けるようなEDM調に変えたという[2]。
4. 風 (Instrumental)
表題曲のインストゥルメンタルバージョン。

## 参加ミュージシャン
- 山猿：Vocal (全曲)

Additional Musicians
- L!th!um：Track (#1,3)
- 楊慶豪：Track (#2)
- 角本雄亮：Drums (#1)
- 川渕文雄：Bass (#1)
- 清水一平：Guitar (#1,3)
- JUNCHI：Guitar (#1)
- 立山秋航：Guitar (#2)
- 亀田夏絵ストリングス：Strings (#2)

## タイアップ
- テレビ東京系列アニメ『NARUTO -ナルト- 疾風伝』第17期オープニングテーマ (#1)
- 労働金庫『東北労働金庫』CMソング (#2)

## 収録アルバム
- あいことば3 (#1)
- 超あいことば -THE BEST- (#1,2)
- NARUTO THE BEST (#1)
- 週刊少年ジャンプ 50th Anniversary BEST ANIME MIX vol.1 (#1)